# Robert d'Aguiló
Robert d'Aguiló, d'Aculley, de Culley o Colei (Orne, c. 1100-c. 1159), conocido también como Robert Bordet, fue un aventurero normando que se trasladó desde Normandía a la península ibérica a comienzos del siglo XII temprano. 
Nació en Cullei (actual Orne), según transmite Orderico Vital. En 1124 Robert llegó a ser gobernador del recientemente conquistado territorio de Tudela en nombre de Rotrou de Perche y se mantuvo en el cargo los dos años siguientes. En 1133 acudió a servir con su hueste a Alfonso I de Aragón en su campaña de conquista de Mequinenza y Fraga. Durante el sitio de Fraga Orderico Vital refiere que rechazó un ataque almorávide dirigido contra el sitio cristiano.
El 14 de marzo de 1129, le fue cedida la autoridad secular del distrito de Tarragona por San Olegario, obispo de Barcelona, con el título de príncipe de Tarragona (Tarraconensis princeps), de hecho, vídamo o defensor del territorio arzobispal. Mantuvo su cargo hasta 1153.

## Matrimonios y descendencia
Robert se casó con Agnes Sibylla (fallecida en 1170), de la que tuvo cuatro hijos: Guillem (muerto 1168), Robert, Ricard, y Berenguer (que conjuntamente con Robert, asesinaron al obispo Hugo de Cervelló en 1171).